# Parallel World II KUBOSSA
『Parallel World II KUBOSSA』（パラレル ワールド ツー・クボッサ）は、久保田利伸の2枚目の企画アルバム。2013年7月3日にSME Recordsから発売された。

## 概要
1991年発売の『KUBOJAH』以来、22年ぶりのParallel Worldシリーズ第2弾。Parallel Worldとは、久保田の音楽的拘りに特化した企画性の高い作品を指す。
書き下ろし2曲・セルフカバー3曲（「Dance If You Want It」「雨音」「a Love Story」）・洋楽カバー4曲・Interlude2曲の全11曲で構成されている。
DVD付の初回生産限定盤と通常盤、2形態で発売。
DVDにはリオデジャネイロでのレコーディング・ドキュメントを収録。

## 収録曲

### CD
作詞・作曲：久保田利伸（特記以外）
1. As you're in Rio ～Foreplay～　0分53秒
  - 編曲：久保田利伸・森大輔
  - 三陽商会「Paul Stuart」CMソング
2. Corcovado （Quiet Nights of Quiet Stars）　4分33秒
  - 作詞：ジーン・リース　作曲：アントニオ・カルロス・ジョビン　編曲：Goro Ito
3. Smile・Eyes・Cry　4分00秒
  - 作曲：久保田利伸・森大輔　編曲：川口大輔
4. Between The Sheets　6分15秒
  - 作詞：オケリー・アイズレー、ロナルド・アイズレー、ルドルフ・アイズレー、アーネスト・アイズレー、マーヴィン・アイズレー、クリストファー・ハワード・ジャスパー
  - 作曲：オケリー・アイズレー、ロナルド・アイズレー、ルドルフ・アイズレー
5. Dance If You Want It （KUBOSSA ver.）　4分42秒
  - 作詞：久保田利伸・川村真澄　作曲：久保田利伸・Rod Antoon　編曲：森大輔
6. Heavenly Lady　4分31秒
  - 作曲：久保田利伸・森大輔　編曲：森大輔
7. As you're in Rio ～The play～　1分27秒
  - 編曲：久保田利伸・森大輔
8. The Shadow of Your Smile　3分27秒
  - 作詞：ポール・フランシス・ウェブスター　作曲：ジョニー・マンデル　編曲：Goro Ito
9. a Love Story （KUBOSSA ver.）　4分37秒
  - 編曲：Shinichi Kusama
10. 雨音 （KUBOSSA ver.）　5分21秒
  - 編曲：川口大輔
11. My Cherie Amour　3分20秒
  - 作詞・作曲：スティーヴィー・ワンダー、ヘンリー・コズビー、シルバ・モイ　編曲：川口大輔

### 初回限定盤DVD
『Documentary in Rio de Janeiro～イパネマの息子～』
1. My Cherie Amour
2. The Shadow of Your Smile
3. Smile･Eyes･Cry
4. Corcovado(Quiet Nights of Quiet Stars)